# Linarite

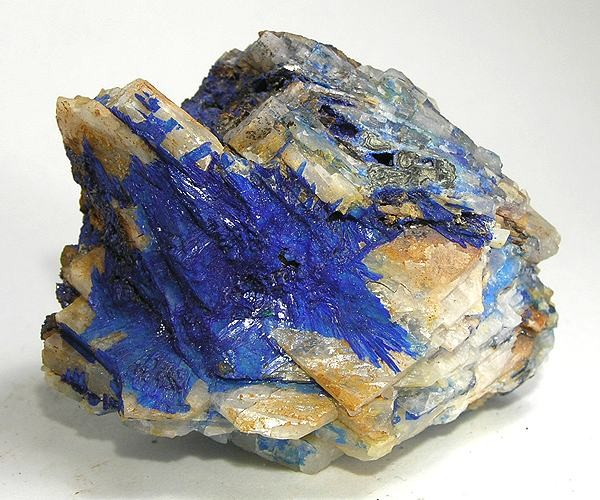
Linarite.

Linarite é um mineral composto de sulfato de cobre e chumbo hidratado de cor azul-escura. Foi identificado em 1839 e deve o seu nome ao planalto de Linares, Espanha.

## Características
- brilho: vítreo
- dureza: 2,5
- composição:  PbCuSO4(OH)2.

A linarite cristaliza no sistema monoclínico. Ocorre em minas de cobre e chumbo.